# 点带石斑鱼
點帶石斑鱼（学名：Epinephelus coioides），又稱斜帶石斑魚、青斑或紅點石斑魚，為輻鰭魚綱鱸形目鱸亞目鮨科石斑魚屬的魚類，屬肉食性，以甲殼類、魚類為食，可做為食用魚及養殖魚。該物種的模式產地在恒河口。

## 分布
一般棲息於熱帶及亞熱帶的珊瑚礁、岩礁海底，分布於印度西太平洋區，從紅海至斐濟，北從琉球群島，南迄阿拉弗拉海海域，棲息深度可達100公尺，體長可達120公分，生活在水質混濁的礁石區海域、半鹹水域。

## 型態
體型呈長橢圓形，有些側扁，頭部及體背側黃褐色且散布許多局褐色或紅褐色小點，腹側淡白。

## 習性
底棲性魚類，幼魚多生活在淺水域，長大後移至較深水域。點帶石斑為夜行性物種，具有領域性。點帶石斑為廣溫廣鹽性物種，對環境的適應力強。

## 延伸閱讀
維基物種上的相關：点带石斑鱼